# 尕巴松多镇
尕巴松多镇，是中华人民共和国青海省海南藏族自治州同德县下辖的一个乡镇级行政单位。

## 行政区划
尕巴松多镇下辖以下地区：
城关第一社区、城关第二社区、德什端村、科加村、瓜什则村、贡麻村、秀麻村、夏日仓村、欧沟村、北扎村、完科村、赛加村、知后迈村、美日克村、豆言村、科日干村、申吾村和欧后扎村。